# Sinuplastia
La sinuplastia con globo es un procedimiento creado en Australia en el año 2005 para tratar la sinusitis. ABC World News informa que es una operación similar a la angioplastia con globo.

## Técnica
Bajo anestesia general, un "globo" desinflado, situado en el extremo de un catéter flexible, es introducido a través del orificio nasal en el conducto o meato obstruido. A continuación el globo es inflado y esto provoca que los huesos circundantes, que son muy blandos y maleables, sufran unas minúsculas "fracturas" al adaptarse a la forma alargada del globo. Una vez obtenido el resultado deseado, el globo es desinflado y retirado. Gracias a estas pequeñas fracturas, la nueva forma, más ancha, que recibe el conducto, es duradera, lo cual previene que pueda volver a obstruirse. Durante la operación también se vacían los senos faciales de la secreción acumulada que pudiera existir en ellos, debida a la citada obstrucción.
Esta técnica (también endoscópica) es menos invasiva que la cirugía endoscópica tradicional, en la cual se cortan partes del tejido de la mucosa. Se afirma que la sinuplastia con globo no provoca ni las cicatrices ni los periodos de recuperación que suelen acompañar a la operación endoscópica tradicional. El procedimiento no provoca ni dolor ni hinchazón. No es necesario que el paciente ingrese e incluso puede volver al trabajo o a la escuela al día siguiente. Se dice de esta operación que alivia y mejora  la dolencia de la sinusitis.
- Datos: Q4076815
- Multimedia: Balloon sinuplasty / Q4076815